# Przedmieście Poznańskie
Przedmieście Poznańskie przedmieście Stargardu, położone w centralnej części miasta, przy linii kolejowej do Szczecina oraz drogach krajowych nr 10 i 20 oraz drodze wojewódzkiej nr 106.
Główne ulice:
- Warszawska
- Staszica
- Bogusława IV
- Popiela